# Edgar Adams
Edgar Adams (n. 7 aprilie 1868, Grafton⁠(d), Virginia de Vest, SUA – d. 5 mai 1940, Bayville⁠(d), Nassau County, New York, SUA) a fost un înotător ce a reprezentat Statele Unite ale Americii, medaliat olimpic. A participat la o ediție a Jocurilor Olimpice (1904) în care a câștigat două medalii de argint.